# 三島組
三島組（みしまぐみ）は、大阪府大阪市に本部を置く暴力団で、六代目山口組の四次団体。上部団体は、七代目健竜会。

## 略歴

### 初代
- 三島敬一は、三島組を結成して、組長に就任した。
- 1970年、山健組系健竜会に参画して、山健組系健竜会相談役に就任した。
- 1982年、二代目山健組系二代目健竜会に参画して、二代目山健組系二代目健竜会最高顧問に就任した。
- 三代目山健組系三代目健竜会に参画して、三代目山健組系三代目健竜会最高顧問に就任した。
- 2000年、四代目山健組系四代目健竜会に参画して、四代目山健組系四代目健竜会最高顧問に就任した。
- 2005年11月、四代目山健組系四代目健竜会最高顧問三島組組長三島敬一は、絶縁処分された。
- 2015年10月、四代目山健組系五代目健竜会に参画して、五代目健竜会最高顧問に就任した。[1][2][3]

## 当代
- 組長 - 三島敬一（四代目山健組系五代目健竜会最高顧問／四代目山健組系四代目健竜会最高顧問／三代目山健組系三代目健竜会最高顧問／二代目山健組系二代目健竜会最高顧問／山健組系健竜会相談役）